# Поліцентровий зв'язок
Поліцентровий зв'язок (рос. полицентровая связь, англ. poly-centre bond) — хімічний зв'язок, що виникає через узагальнення зв'язуючих електронних пар між трьома й більше атомними центрами молекулярної частинки (місткові зв'язки в боранах В–H–B, у карбонільних кластерах M–(CO)n–M, π-зв'язок в алільному катіоні).